# Soke Kubota Takayuki
Soke Kubota Takayuki (en Japonés: 宗家孝行窪田) (Kumamoto, la isla de Kyushu, Japón, 20 de septiembre de 1934-14 de agosto de 2024) fue un artista marcial japonés. Fue uno de los grandes maestros, con rango 10.º Dan, fundador del estilo de karate Gosoku Ryu, y fundador de la Asociación Internacional de Karate / International Karate Association.

## Biografía
El Gran Maestro Kubota poseía el título de Soke Sumoritsu, otorgado por su desarrollo del estilo de karate Gosoku Ryu. En la década de los 50 fue instructor de defensa personal del departamento de policía de Tokio, debido a suis amplios conocimientos en la aplicación práctica del Karate. El Soke  dedico toda su vida al aprendizaje, desarrollo y enseñanza de técnicas de defensa personal las cuales ha enseñado, a miembros de las fuerzas de seguridad, militares y personal civil.
También es el inventor y poseedor de la patente del súper-famosísimo llavero de defensa personal conocido como Kubotan ( "llave del castigo" ). 

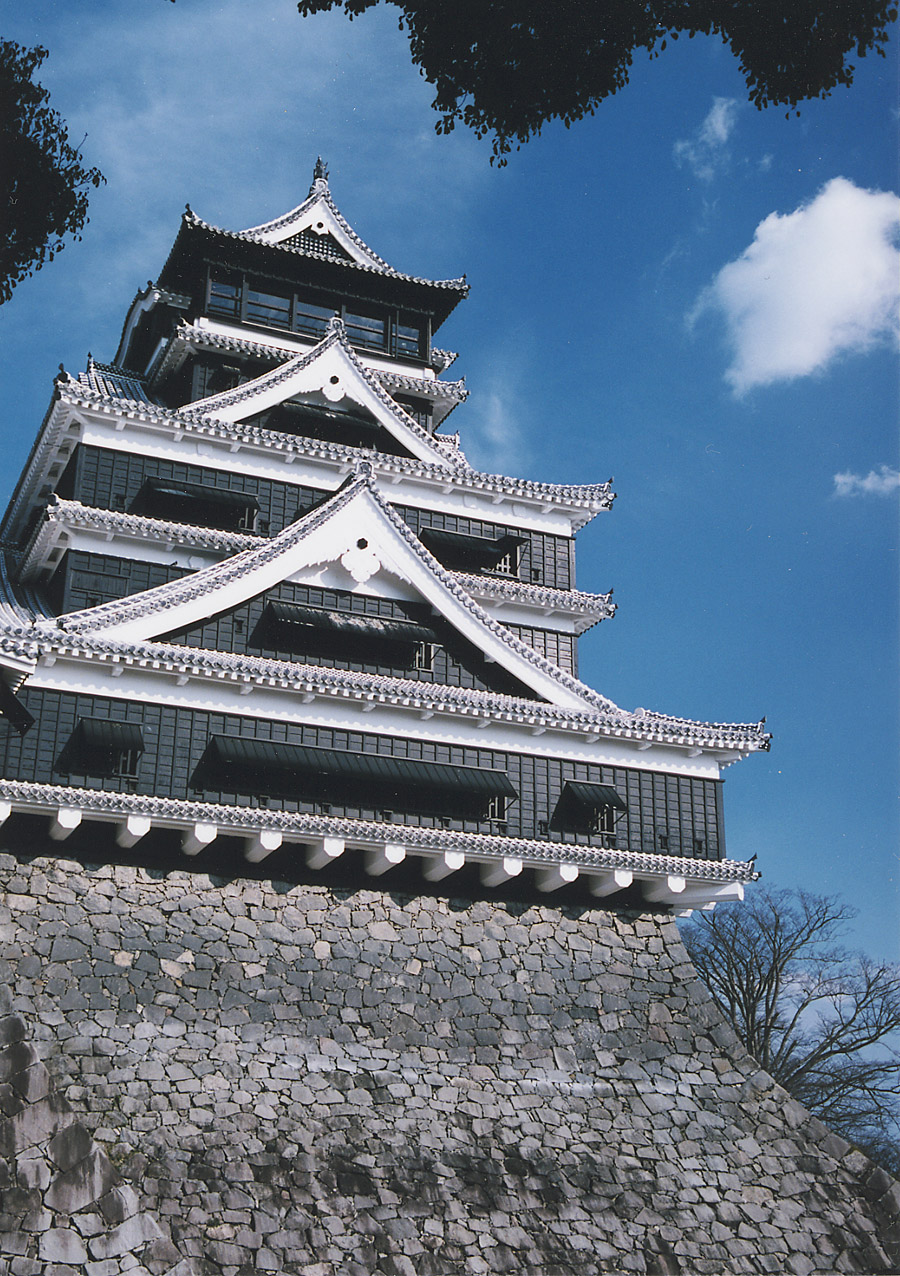
Castillo de Kumamoto-Ritzomaru.

## Libros
Soke Kubota también ha escrito varios libros sobre artes marciales:
- Kubota, Takayuki; McCaul, Paul (1972). Baton techniques and training (illustrated edición). Thomas. ISBN 0398023387.
- Kubota, Takayuki; Miller, Mark (1977). The art of karate (1 edición). Haddington House. ISBN 0672523310.
- Kubota, Takayuki (1980). Fighting Karate Gosoku Ryu Hard Fat Style. Unique Publications (Subs. of CFW Enterprises, Inc). ISBN 0865680108.
- Kubota, Takayuki (1980). Gosoku ryu karate: kumite 1. Unique. (enlace roto disponible en Internet Archive; véase el historial, la primera versión y la última).
- Peters, John; Kubota, Takayuki; Defensive Tactics Institute, Inc (1981). Realistic defensive tactics (illustrated edición). Reliapon Police Products. ISBN 0935878025.
- Kubota, Takayuki (1982). Action Kubotan Keychain an Aid in Self Defense. Beckett Pubns. ISBN 0865681015.
- Kubota, Takayuki; Peters, John (1983). Official Kubotan techniques. Kubotan Institute. (enlace roto disponible en Internet Archive; véase el historial, la primera versión y la última).
- Kubota, Takayuki (1983). T-Hold Kubotan. Unique Publications. ISBN 0865681112.
- Kubota, Takayuki (1983). Weapons Kumite: Fighting With Traditional Weapons. Unique Publications. ISBN 0865680426.
- Kubota, Takayuki (1985). Kubotan keychain: instrument of attitude adjustment (reprinted edición). Dragon Books. ISBN 0946062099.
- Kubota, Takayuki (1985). Ninja Shurkien Manual (reprinted edición). I & I Sports Supply Co. ISBN 0934489009.
- Kubota, Takayuki (1987). Close encounters: the arresting art of taiho-jutsu (illustrated edición). Dragon Books. ISBN 094606220X.
- Kubota, Takayuki (2003). Fighting Karate (illustrated edición). Unique Publications. ISBN 0865682054.

Soke Kubota ha participado en la creación de muchas películas (preparación y formación de actores, 
coreografía de escenas de lucha), y en la televisión y la publicidad.